# マーロン・ウェイアンズ
マーロン・ウェイアンズ（Marlon Wayans、1972年7月23日 - ）は、アメリカ合衆国ニューヨーク州ニューヨーク生まれの俳優・脚本家・プロデューサー、映画監督である。兄弟の多くがコメディアン・俳優・脚本・製作などの立場でTV/映画産業に携わっており、マーロンの他にも長兄キーネン・アイヴォリーを筆頭にデイモン、ショーン、果ては彼らの子供達や親戚までもが活躍している事で知られ、総じて『ウェイアンズ兄弟』『ウェイアンズ一家』などとも呼ばれる。

## 来歴
1972年に、ソーシャルワーカーの母親とスーパーでマネージャーをしていた父親の下、男女10人兄弟の末っ子としてニューヨークに生まれる。市内の公営住宅に住んでいた一家は毎週日曜日に教会へ行く敬虔なクリスチャンだった。高校を卒業したマーロンはニューヨークの演劇学校Fiorello H. LaGuardia High School of Music & Art and Performing ArtsとワシントンD.C.にあるハワード大学で演技を学ぶ。
1988年に兄であり映画監督のキーネン・アイヴォリーが監督した映画へ出演して映画デビュー。その後1992年から1993年にはジム・キャリーらと共にコメディ番組へ出演し、1995年から1998年には兄のショーンと共にシットコム『The Wayans Bros.』に出演して人気を博す。2000年に出演したジェニファー・コネリー共演の『レクイエム・フォー・ドリーム』ではシリアスな演技も披露した。同年、兄のショーンらと共同で脚本を書いた『最終絶叫計画』が大ヒット。その映画にはサブキャストとしてフラフラなマリファナ中毒の黒人青年をコミカルに演じており、アメリカ国内のみならず日本でも徐々に名前が知られ始める。その後も順調にキャリアを築いており、2004年にはコーエン兄弟の『レディ・キラーズ』へ出演し、トム・ハンクス率いる主要キャストの一人を演じた。大作アクション映画『G.I.ジョー』のプロモーションのために、2009年7月に来日。東京都江東区にあるららぽーと豊洲にて行われたジャパン・プレミアに監督のスティーヴン・ソマーズをはじめ、韓国俳優のイ・ビョンホンやシエナ・ミラーらと共にレッド・カーペットを歩いた。日本滞在中にはいくつかのwebサイトや雑誌のインタビューにも応じている。
かつてティム・バートンが監督した『バットマン・リターンズ』とシリーズの3作目である『バットマン・フォーエヴァー』の監督をバートンがする予定だった頃に、ロビンの役柄として出演が決定していた。衣装合わせまで行っていたらしいが、2作目は脚本の変更、3作目はバートンが監督を降板したことでクリス・オドネルが同役を演じた。
現在は結婚しており、2人の父親である。

## 出演作品

### 映画
- I'm Gonna Git You Sucka (1988)
- モー・マネー Mo' Money (1992)
- ビート・オブ・ダンク Above the Rim (1994)
- The Sixth Man (1997)
- Senseless (1998)
- レクイエム・フォー・ドリーム Requiem for a Dream (2000)
- 最終絶叫計画 Scary Movie (2000)
- ダンジョン&ドラゴン Dungeons & Dragons (2001)
- 最'新'絶叫計画 Scary Movie 2 (2001)
- レディ・キラーズ The Ladykillers (2004)
- 最凶女装計画 White Chicks (2004)
- 最凶赤ちゃん計画 Little Man (2006)
- マッド・ファット・ワイフ Norbit (2007)
- 最強絶叫ダンス計画 Dance Flick (2009)
- G.I.ジョー G.I.Joe:The Rise of Cobra (2009)
- デンジャラス・バディ The Heat (2013)
- ネイキッド Naked (2017)
- セクスタプレッツ 〜オレって六つ子だったの?〜 Sextuplets (2019)
- オン・ザ・ロック On the Rocks (2020)
- リスペクト Respect (2021)
- AIR/エア Air（2023）

### テレビ
- In Living Color (1992-1993)
- The Wayans Bros. (1995-1998)
- Waynehead (1996-1997)
- Six Degrees (2006)